# Marquesado de Movellán
El marquesado de Movellán es un título nobiliario español creado por el rey Alfonso XIII en favor de Lorenzo Sánchez de Movellán y Mitjans, gentilhombre de cámara con ejercicio, mediante real decreto del 21 de abril de 1902 y despacho expedido el 15 de julio del mismo año.

## Marqueses de Movellán
|                           | Titular                                            | Periodo                   |
| Creación por Alfonso XIII | Creación por Alfonso XIII                          | Creación por Alfonso XIII |
| ------------------------- | -------------------------------------------------- | ------------------------- |
| I                         | Lorenzo Sánchez de Movellán y Mitjans              | 1902-1949                 |
| II                        | Manuel Sánchez de Movellán y Hupfel                | 1950-2011                 |
| III                       | Manuel Patricio Sánchez de Movellán y García-Ogara | 2012-                     |

## Historia de los marqueses de Movellán
- Lorenzo Sánchez de Movellán y Mitjans, I marqués de Movellán, gentilhombre de cámara con ejercicio del rey Alfonso XIII.[3]

Casó con Mariana Sánchez-Romate y Lámbarri. El 15 de febrero de 1950 le sucedió su nieto, hijo de Manuel Sánchez de Movellán y Sánchez-Romate —su hijo— y Ruth Hupfel y Doelger:
- Manuel Sánchez de Movellán y Hupfel (Biarritz, Francia, 10 de noviembre de 1931-Comillas, 18 de septiembre de 2011[4]), II marqués de Movellán.[1][3]

Casó el 8 de septiembre de 1956, en Pau (Francia), con María Isabel García Ogara y Wright (n. 1934). El 25 de octubre de 2012, previa solicitud cursada el 11 de junio del mismo año (BOE del día 23 del mes) y orden del 10 de octubre para que se expida carta de sucesión (BOE del día 22), le sucedió su hijo:
- Manuel Patricio Sánchez de Movellán y García-Ogara, III marqués de Movellán.[3]